# Зимина, Ольга Анатольевна
Ольга Анатольевна Зимина (итал. Olga Zimina; род. 14 мая 1982, Владимир) — итальянская, ранее российская шахматистка, гроссмейстер среди женщин (2003), международный мастер среди мужчин (2008).

## Биография
Трёхкратная победительница юниорского чемпионата России среди девушек (1992, 1997, 1998). В 1992 году в Дуйсбурге победила на юниорском чемпионате мира среди девушек в возрастной категории U10. В 2000 году в Ереване на юниорском чемпионате мира среди девушек была второй в возрастной категории U20. В 2001 году победила на женском чемпионате России по шахматам. В 2002 году в Элисте поделила 2-4 место на женском чемпионате России по шахматам вместе с Екатериной Половниковой и Светланой Матвеевой (победила Татьяна Косинцева), а также поделила 2-3 место на женском кубке России по шахматам (победила Татьяна Шумякина). В 2004 делила первое место на международном турнире в Лореджи и заняла 13 место на женском чемпионате Европы по шахматам в Дрездене.
Представляла Италию на шести шахматных олимпиадах (2006—2016) и на четырёх командных чемпионатах Европы по шахматам (2009—2015).
В 2017 году в Тегеране на чемпионате мира по шахматам среди женщин в первом туре победила Белу Хотенашвили, а во втором туре проиграла Нане Дзагнидзе.

## Изменения рейтинга
| Графики недоступны из-за технических проблем. См. информацию на Фабрикаторе и на mediawiki.org. |